# Konvaljen
Stig Björn Lennart Connvaij Johansson, känd som Konvaljen, född 19 juni 1936 i Kristinehamn, död 18 mars 2021 i Delsbo distrikt, var en svensk musiker.
Johansson föddes på  fängelset i Karlstad där hans mor satt internerad då hon väntade honom. Han blev känd under 1970-talet efter att han medverkat på musikalbumet Kåklåtar (MNW 31P), där ett antal intagna fick uttrycka sig musikaliskt. Han upptäcktes då av Sveriges Radio, fick medverka i Ungdomsradion och kom då att lämna sitt kriminella liv och i stället börja skriva sånger om sina livserfarenheter. 
Konvaljen satt mer än 20 år i fängelse, men då han släppts från Hallanstalten 1972 började hans musikerbana. År 1975 utkom hans soloalbum Konvaljen (MNW 51P), på vilket han uppbackades av mer rutinerade musiker, Jan Zetterqvist (trummor), Jimmy Olsson (kontrabas), Nikke Ström (elbas) och Slim Notini (piano). Samma år medverkade han på Alternativfestivalen i Stockholm. Han uppträdde därefter på många musikfestivaler och som gatumusikant. Han besökte skolor och berättade om riskerna med narkotika samt medverkade även i radioserien Kåklåtar (1991). Han hade aldrig någon anställning och var ofta hemlös. År 2013 medverkade han på gatuskivan Våran drömmars stad, utgiven av Föreningen Orkanen till förmån för hemlösa i Stockholm. Han är en av huvudpersonerna och en viktig informant i Dan Lundbergs bok om kåkvisor som utkom på svenska 2017 och på engelska 2018. Konvaljens repertoar av kåkvisor är väl dokumenterad av Svenskt visarkiv. 

## Låtlista (MNW 51P)

### Sida A
1. Resocialiseringsblues (4:55)
2. Lazzaron (3:00)
3. En billig rymning (2:00)
4. Porrblaskan (3:00)
5. Utslussning (2:25)
6. En klocka slår åtta (3:22)

### Sida B
1. Guldringen (6:56)
2. Steg (3:20)
3. Mobbaren (2:15)
4. Tack för vården vakt (5:41)